# 1899 (szám)
Az 1899 (római számmal: MDCCCXCIX) az 1898 és 1900 között található természetes szám.

## A matematikában
A tízes számrendszerbeli 1899-es a kettes számrendszerben 11101101011, a nyolcas számrendszerben 3553, a tizenhatos számrendszerben 76B alakban írható fel.
Az 1899 páratlan szám, összetett szám. Kanonikus alakja 32 · 2111, normálalakban az 1,899 · 103 szorzattal írható fel. Hat osztója van a természetes számok halmazán, ezek növekvő sorrendben: 1, 3, 9, 211, 633 és 1899.
Az 1899 harminchárom szám valódiosztóösszeg-függvényeként áll elő, ezek közül a legkisebb is nagyobb 10 000-nél.